# Привреда Јерменије
Привреда Јерменије се нагло смањила 2020. године, за 5,7%. Супротно томе, порасла је за 7,6 одсто 2019, што представља највећи забележени раст од 2007. године док је између 2012. и 2018. БДП порастао за 40,7%, а кључни банкарски показатељи попут активе и кредитне изложености су се готово удвостручили.
Економија Јерменије се углавном заснивала на индустрији хемикалијама, електронским производима, машинама, прерађеној храни, синтетичкој гуми и текстилу, пре него што је стекла независност, када је била веома зависна од спољних ресурса. Јерменски рудници производе бакар, цинк, злато и олово. Велика већина енергије производи се из увоза горива из Русије, укључујући гас и нуклеарно гориво за јерменску нуклеарну електрану Мецамор. Главни домаћи извор енергије је хидроелектрична енергија. Мале количине угља, гаса и нафте још нису развијене.
Трговинску неравнотежу донекле су надокнадиле међународна помоћ, дознаке Јермена који раде у иностранству и директне стране инвестиције. Економске везе са Русијом су посебно наглашене у енергетском сектору.
Бивша влада је последњих година постигла одређена побољшања у пореској и царинској администрацији, али је било тешко применити мере за борбу против корупције у периоду док је Републиканска партија Јерменије била на власти, што се очекивало да ће се променити након револуције 2018.

## Историја
Под старим совјетским системом, Јерменија је развила савремени индустријски сектор, снабдевајући сестринске републике алатним машинама, текстилом и другом индустријском робом у замену за сировине и енергију. Од имплозије Совјетског Савеза у децембру 1991, Јерменија је прешла на малу пољопривреду. Пољопривредни сектор има дугорочне потребе за више инвестиција и савременом технологијом. Јерменија је увозник хране, а налазишта минерала (злата и боксита) су мала. Озбиљном економском паду раних 1990-их су допринели стални сукоб са Азербејџаном око регије Нагорно-Карабах у којој доминирају Јермени (која је била део совјетског Азербејџана) и распад централно усмереног економског система бившег Совјетског Савеза.

## Глобална конкурентност
У извештају индекса економске слободе 2020. The Heritage Foundation, Јерменија је класификована као углавном слободна и заузима 34. место, побољшавајући се за 13 позиција и испред свих осталих земаља Евроазијског економског савеза и многих земаља Европске уније, укључујући Кипар, Бугарску, Румунију, Пољску, Белгију, Шпанију, Француску, Португалију и Италију.
У извештају 2019. (подаци за 2017) Економске слободе света, који је објавио институт Fraser, Јерменија заузима 27. место (класификована као најслободнија) од 162 привреде.
У извештају о индексу глобалне конкурентности за 2019. Јерменија заузима 69. место од 141.
У извештају за 2020. (подаци за 2019) Doing Business, Јерменија заузима 47. место са 10. рангом по подиндексу започињања посла.
У извештају 2019. (подаци за 2018) у индексу хуманог развоја за програм Организације уједињених нација за развој Јерменија је рангирана на 81. месту и као таква сврстава се у високо хумано развијене групе.
У извештају за 2018. (подаци за 2017) индекс перцепције корупције компаније Транспаренси интернашонал Јерменија је рангирана на 105 од 180 места.

## Историја модерне јерменске привреде
Почетком 20. века територија данашње Јерменије била је пољопривредна регија са мало рударства бакра и производњом коњака. Од 1914. до 1921. године, кавкаска Јерменија патила је од геноцида, око 1,5 милиона јерменских становника у сопственој домовини, што је проузроковало тотални имовински и финансијски колапс када су Турци на силу одузели сву њихову имовину и ствари чије су последице након 105 година од овог остају несагледиви, револуција, прилив избеглица из турске Јерменије, болести, глад и економска беда. Године 1919. забележено је око 200.000 умрлих.
Прва совјетска јерменска влада строго је регулисала привредну делатност, национализовала је сва привредна предузећа, реквирирала жито од сељака и сузбила већину приватних тржишних активности. Овај први експеримент државне контроле завршио се доласком нове економске политике Владимира Лењина. Ова политика је наставила државну контролу великих предузећа и банака, али су сељаци могли да пласирају већи део свог жита и мала предузећа би могла да функционишу. У Јерменији су године нове економске политике донеле делимични опоравак од економске катастрофе из периода после Првог светског рата.
Крајем 1920-их Стаљинов режим укинуо је нове економске политике и поново успоставио државни монопол на све економске активности. Тада је главни циљ совјетске економске политике био претварање претежно руралне републике у индустријску и урбану. Између осталих ограничења, сељаци су били присиљени да продају готово сав свој производ државним агенцијама, а не на тржишту. Од 1930-их до 1960-их изграђена је индустријска инфраструктура. Поред хидроелектрана и канала изграђени су путеви и гасоводи за довод горива и хране из Азербејџана и Русије.
Стаљинистичка привреда, у којој су потискиване тржишне снаге, сви налози за производњу и дистрибуцију су долазили од државних власти. Ова привреда је опстала све до пада совјетског режима 1991. У раним фазама комунистичке економске револуције, Јерменија је претрпела темељну трансформацију у пролетерско друштво. Између 1929. и 1939. проценат радне снаге порастао је са 13% на 31%. До 1935. индустрија је снабдевала 62% економске производње Јерменије. Високо интегрисана у оквиру вештачке привреде совјетског система од 1930-их до краја комунистичке ере, јерменска привреда је показивала неколико знакова самодовољности било кога у том периоду. Године 1988. Јерменија је произвела само 0,9% нето материјалног производа Совјетског Савеза (1,2% индустрије, 0,7% пољопривреде). Задржала је 1,4% укупних прихода државног буџета, испоручила 63,7% NMP другим републикама и извезла само 1,4% онога што је произвела на тржишта ван Совјетског Савеза.
Пољопривреда је чинила 20% нето материјалног производа. Запосленост пре распада Совјетског Савеза износила је 10% 1991.
Индустрија Јерменије била је посебно зависна од совјетског војно-индустријског комплекса. Око 40% свих предузећа било је посвећено одбрани, а неке фабрике су изгубиле 60% до 80% свог пословања у последњим годинама Совјетског Савеза, када су направљени масовни резови у националним одбрамбеним трошковима. Републичка привреда се средином деведесетих суочила са надметањем на светским тржиштима. Велику обавезу индустрији чиниле су њена застарела опрема и инфраструктура, као и загађење која су стварала.
Године 1991. национални доходак је опао за 12% у односу на претходну годину, док је бруто национални производ по глави становника износио 4920 рубаља, што је 68% совјетског просека. Добрим делом због земљотреса 1988, азербејџанске блокаде које су започеле 1989. и пропасти међународног трговинског система Совјетског Савеза, јерменска привреда раних 1990-их остала је далеко испод нивоа производње из 1980. У првим годинама независности (1992—93) инфлација је била изузетно висока, продуктивност и национални доходак су драматично опали, а државни буџет имао је велике дефиците.

### Посткомунистичке економске реформе
Увела је елементе слободног тржишта и приватизације у економски систем крајем 1980-их, када је Михаил Горбачов почео да заговара економску реформу. Задруге су основане у услужном сектору, посебно у ресторанима, иако је знатан отпор пружила комунистичка партија и друге групе које су имале привилегован положај у старој привреди. Крајем 1980-их, већи део јерменске привреде се отварао или полузванично или илегално, са широко распрострањеном корупцијом и подмићивањем. Такозвана мафија, коју чине међусобно повезане групе моћних званичника и њихове родбине и пријатеља, саботирала је напоре реформатора да створе законит тржишни систем. Земљотрес у децембру 1988. је резултирао иностраним донацијама у износу од милион долара опустошеним регионима Јерменије, али већи део новца отишао је у корумпиране и криминалне елементе.
Године 1991. демократски изабрана влада је форсирала приватизацију и тржишне односе, иако су њени напори били осујећени старим начинима пословања у Јерменији, азербејџанском блокадом и трошковима рата за Нагорно-Карабах. Законом о програму приватизације и децентрализације непотпуно изграђених објеката 1992. успостављен је државни одбор за приватизацију, са члановима свих политичких партија. Средином 1993. одбор је најавио двогодишњи програм приватизације, чија би прва фаза била приватизација 30% државних предузећа, углавном услужних и лаких индустрија. Преосталих 70%, укључујући мноштво банкротираних, нефункционалних предузећа, требало је приватизовати у каснијој фази уз минимална владина ограничења, како би се подстакла приватна иницијатива. За сва предузећа радници би добили 20% имовине своје фирме бесплатно; 30% би било подељено свим грађанима путем ваучера; а преосталих 50% требало је да подели влада, с тим да се предност даје члановима радних организација. Главни проблем овог система, међутим, био је недостатак законодавства које покрива заштиту страних инвестиција, банкрот, монополску политику и заштиту потрошача.
У првим посткомунистичким годинама напори да се страни инвеститори заинтересују за заједничка предузећа били су само умерено успешни због блокаде и несташице енергије. Тек крајем 1993. године у Министарству привреде основано је одељење за стране инвестиције ради ширења информација о инвестиционим могућностима Јерменије и побољшања правне инфраструктуре. Специфични циљ ове агенције био је стварање тржишта за научну и техничку интелектуалну својину.
Поред фабрике играчака и грађевинских пројеката, Јермени из дијаспоре изградили су хладњачу (која је у првим годинама имала мало производа за складиштење) и основали амерички универзитет у Јеревану, како би подучавали технике неопходне за вођење тржишне привреде.
Јерменија је примљена у Међународни монетарни фонд у мају 1992. и у Светску банку у септембру. Годину дана касније, влада се жалила да те организације задржавају финансијску помоћ и најавила је намеру да крене ка пунијој либерализацији цена и укидању свих царина, квота и ограничења спољне трговине. Иако је приватизација успорена због катастрофалног колапса привреде, премијер Хрант Багратјан је обавестио америчке званичнике на јесен 1993. да су направљени планови за крај године у циљу обнављања програма приватизације.
Совјетске инвестиције и подршка јерменској индустрији су практично нестале, тако да је неколико великих предузећа још увек у стању да функционише. Поред тога, и даље се осећају последице земљотреса 1988. који је усмртио више од 25.000 људи, а 500.000 оставио без домова. Иако прекид ватре траје од 1994, сукоб са Азербејџаном око Нагорно-Карабаха није решен. Последична блокада дуж азербејџанске и турске границе девастирала је привреду због зависности Јерменије од спољних залиха енергије и већине сировина. Копнени путеви кроз Азербејџан и Турску су затворени; руте кроз Грузију и Иран су адекватне и поуздане. У периоду 1992—93. БДП је пао за скоро 60% у односу на ниво из 1989. Национална валута, драм, претрпела је хиперинфлацију првих неколико година након увођења 1993.
Јерменија је забележила снажан економски раст од 1995, а инфлација је занемарљива у последњих неколико година. Чест је двоцифрени економски раст до светске финансијске кризе 2007. Економска стабилност, умерени фискални дефицити и спољни дуг, као и опадајуће стопе сиромаштва резултат су одрживог економског раста током овог периода, као и нови сектори, попут обраде драгог камена и израде накита и комуникационе технологије (Veon Armenia CJSC, који је остао из доба СССР-а и који је у власништву спољних инвеститора). Овај стални економски напредак омогућио је Јерменији све већу подршку међународних институција. Међународни монетарни фонд, Светска банка, Европска банка за обнову и развој, као и друге међународне финансијске институције и стране државе одобравају значајне донације и зајмове. Укупни кредити одобрени за Јерменију од 1993. прелази 800$ милиона. Ови зајмови су усмерени на смањење буџетског дефицита, стабилизовање локалне валуте; развој приватног бизниса; енергија; сектор пољопривреде, прераде хране, транспорта и здравства и образовања; и текући радови на рехабилитацији у земљотресној зони.
До 1994. јерменска влада покренула је програм економске либерализације под покровитељством Међународног монетарног фонда, што је резултирало стопама раста у периоду 1995—2005. Придружила се Светској трговинској организацији у јануару 2003. Такође је успела да смањи инфлацију, стабилизује своју валуту и приватизује већину малих и средњих предузећа. Стопа незапослености у Јерменији и даље остаје висока, упркос снажном економском расту.
Недостатак енергије који је претрпела почетком и средином 1990-их надокнађен је енергијом коју је испоручила једна од њених нуклеарних електрана у Мецамору. Јерменија је сада нето извозник енергије, иако нема довољно производних капацитета да замени Мецамор, који је под међународним притиском затварања. Дистрибутивни систем електричне енергије приватизован је 2002.

## Надмашујући раст БДП-а
Према званичним прелиминарним подацима, БДП је порастао за 7,6 одсто 2019, што је највећи раст од 2008. године.
БДП по становнику износио је приближно 4280$ 2018, а очекивало се да ће достићи 4604$ 2019. У погледу БДП-а по становнику, Међународни монетарни фонд је очекивао да ће Јерменија надмашити Грузију 2019. и Азербејџан 2020.
Са 8,3% Јерменија је забележила највећи степен раста БДП-а међу земљама Евроазијског економског савеза јануара—јуна 2018. у односу на исти период 2017.
Економија Јерменије је порасла за 7,5% 2017. и достигла је номинални БДП од 11,5 милијарди долара годишње, док је по глави становника забележен пораст за 10,1% и достигла 3880 долара. Са 7,29%, Јерменија је била друга најуспешнија земља у погледу раста БДП-а по глави становника у Европи и средњој Азији 2017.
Паритет куповне моћи јерменског БДП-а (мерено у тренутном међународном долару) порастао је укупно 316% по становнику 2000—2017. и постао шести најбољи у свету.
БДП је порастао за 40,7% између 2012. и 2018, а удвостручили су се банкарски показатељи попут активе и кредитне изложености.
| Године | БДП (милиони драма) | Раст БДП-а | БДП по становнику (драми) | БДП дефлатор |
| ------ | ------------------- | ---------- | ------------------------- | ------------ |
| 2000   | 1.031.338,3         | +5.9%      | 320.182                   | −1.4%        |
| 2001   | 1.175.876,8         | +9.6%      | 365.849                   | +4.1%        |
| 2002   | 1.362.471,7         | +13.2%     | 424.234                   | +0.7%        |
| 2003   | 1.624.642,7         | +14.0%     | 505.914                   | +4.6%        |
| 2004   | 1.907.945,4         | +10.5%     | 593.635                   | +6.3%        |
| 2005   | 2.242.880,9         | +13.9%     | 697.088                   | +3.2%        |
| 2006   | 2.656.189,8         | +13.2%     | 824.621                   | +4.6%        |
| 2007   | 3.149.283,4         | +13.7%     | 976.067                   | +4.2%        |
| 2008   | 3.568.227,6         | +6.9%      | 1.103.348                 | +5.9%        |
| 2009   | 3.141.651,0         | −14.1%     | 968.539                   | +2.6%        |
| 2010   | 3.460.202,7         | +2.2%      | 1.062.683                 | +7.8%        |
| 2011   | 3.776.443,0         | +4.7%      | 1.155.405                 | +4.2%        |
| 2012   | 4.000.722,0         | +7.2%      | 1.322.946                 | -1.2%        |
| 2013   | 4.555.638,2         | +3.3%      | 1.507.491                 | +3.4%        |
| 2014   | 4.828.626,3         | +3.6%      | 1.602.172                 | +2.3%        |
| 2015   | 5.032.089,0         | +3.0%      | 1.674.795                 | +1.2%        |
| 2016   |                     | +0.2%      |                           |              |
| 2017   |                     | +7.5%      |                           |              |
| 2018   |                     | +5.2%      |                           |              |
| 2019   |                     | +7.6%      |                           |              |

## Економски пад 2020.
Јерменска привреда је лоше пословала 2020. и смањила се након година узастопног раста. До овог пада дошло је услед комбинације различитих узрока. Два највећа фактора који су томе допринели били су пандемија коронавируса и други рат у Нагорно-Карабаху. У првој половини 2020. на јерменску привреду негативно су утицали економска ограничења која су спроведена у циљу борбе против пандемије коронавируса. Ова ограничења су укључивала боравак код куће, социјално дистанцирање у затвореном и ношење маске што је негативно утицало на предузећа. Према Светској банци, индивидуална потрошња је опала за 9% у првих шест месеци 2020. Овај пад потрошње настао је због задржавања код куће која је имала за циљ борбу против ширења COVID-19. Међутим, без значајне владине подршке за надокнађивање изгубљених зарада, инфлација је порасла 4% током календарске године.
Рат Јерменије против Азербејџана окончан је споразумом о прекиду ватре у Нагорно-Карабаху 2020, који је потписао премијер Никол Пашињан. Документ је омогућио накнадну окупацију Азербејџана у већем делу регије Карабах. Ова окупација је приморала преко сто хиљада Јермена да напусте своје домове и предузећа. Почетком рата, централна влада је мобилисала земљу. Приватна предузећа су претворена у јавна, производећи маске и војну опрему. Многе фабрике су претворене из приватне у јавну, а то је негативно утицало на економску производњу земље.

## Главни сектори привреде

### Пољопривредни сектор
Године 2018. произведено је:
- 415 хиљада тона кромпира,
- 199 хиљада тона поврћа,
- 187 хиљада тона пшеница,
- 179 хиљада тона грожђа,
- 138 хиљада тона парадајза,
- 126 хиљада тона лубеница,
- 124 хиљаде тона јечма,
- 109 хиљада тона јабука,
- 104 хиљаде тона кајсија (12. највећи светски произвођач),
- 89 хиљада тона купуса,
- 54 хиљаде тона шећерне репе,
- 52 хиљаде тона брескви,
- 50 хиљада тона краставаца,
- 39 хиљада тона лука.[38]

Од 2010. године пољопривредна производња чини у просеку 25 процената БДП-а Јерменије. Године 2006. пољопривредни сектор чинио је око 20% БДП-а Јерменије.
Пољопривредна производња Јерменије опала је за 17,9% у периоду јануар—септембар 2010. због лошег времена и континуираних ефеката смањених пољопривредних субвенција од стране јерменске владе (према захтевима Светске трговинске организације). Према подацима Светске банке, удео пољопривреде у БДП Јерменије кретао се око 17,9% до 2012. Тада је већ 2013. његов удео био нешто већи и износио је 18,43%. После тога је забележен тренд опадања у периоду 2013—2017, достижући око 14,90% 2017. Упоређивањем удела пољопривреде као компоненте БДП-а са суседним земљама (Грузија, Азербејџан, Турска, Иран) може се приметити да је тај проценат највећи за Јерменију. Од 2017. допринос пољопривреде БДП-у за суседне земље износио је 6,88, 5,63, 6,08 и 9,05.

### Рударство
Године 2017. производња рударске индустрије порасла је за 14,2% на 172 милијарде AMD по тренутним ценама и износила је 3,1% БДП Јерменије.
Године 2017. извоз минералних производа (без племенитих метала и камења) порастао је за 46,9% и износио је 692 милиона америчких долара, што је чинило 30,1% целокупног извоза.
Јерменија је главни произвођач молибдена који се користи у висококвалитетним облицима челика и других легура. Зангезурске планине поседује велике резерве молибдена које су концентрисане у лежишту Каџаран. Поред молибдена, Јерменија има значајна налазишта бакра и злата; мање наслаге олова, сребра и цинка; и налазишта индустријских минерала, укључујући базалт, дијатомејску земљу, гранит, гипс, кречњак и перлит.

### Грађевински сектор
Број трансакција са некретнинама порастао је за 36% у септембру 2019. у поређењу са прошлом годином. Такође, просечна тржишна вредност стана једног квадратног метра у вишестамбеним зградама, у Јеревану, септембра 2019. порасла је за 10,8% у односу на прошлу годину.
Године 2017. производња у грађевинарству порасла је за 2,2% и достигла 416 милијарди AMD.
Јерменија је доживела грађевински „процват” током другог дела 2000-их. Према Националној статистичкој служби, растом грађевинског сектора генерисано је око 20 процената БДП-а током првих осам месеци 2007. Према званичнику Светске банке, 30 процената привреде Јерменије 2009. било је из грађевинског сектора.
Током периода од јануара до септембра 2010. сектор је забележио пад од 5,2 одсто на годишњем нивоу, што је према фондацији Civilitas показатељ неодрживости сектора заснованог на елитном тржишту, са мало производа за средњу вредност или ниским буџетима.

### Енергија
Енергија у Јерменији описује производњу, увоз и потрошњу енергије и електричне енергије.
Јерменија нема доказане резерве нафте или природног гаса и тренутно готово сав свој гас увози из Русије. Иранско-јерменски цевовод за природни гас има капацитет да обезбеди двоструку потрошњу природног гаса у земљи 2008. и има потенцијал да обезбеди енергетску сигурност Јерменије као алтернативу увозу којим доминирају Руси који тече кроз грузијску границу.
Упркос недостатку фосилних горива, Јерменија има значајне домаће ресурсе за производњу електричне енергије. Електроенергетски сектор имао је вишак капацитета откако је изашао из тешке постсовјетске кризе средином 1990-их захваљујући поновном отварању нуклеарне електране у Мецамору. Нуклеарна електрана обезбеђује 42,9% електричне енергије у земљи. Јерменија планира да изгради нову нуклеарну енергију како би заменила остарели Мецамор који је изграђен 1979. Земља такође има једанаест хидроелектрана и планира изградњу геотермалне електране у Сјунику. Већину остатка електричне енергије у Јерменији производе термоелектране на природни гас (завршене 2010) и Храздану.
По стицању независности, Јерменија је потписала европску енергетску повељу у децембру 1991, која је сада позната као уговор о енергетској повељи који промовише интеграцију глобалних енергетских тржишта. Јерменија је такође партнер енергетског програма Европске уније INOGATE, који има четири кључне теме: јачање енергетске сигурности, приближавање енергетских тржишта држава чланица на основу принципа унутрашњег енергетског тржишта ЕУ, подршка одрживом развоју енергије и привлачење инвестиција за енергетске пројекте од заједничког и регионалног интереса. Од 2011. Јерменија има статус члана посматрача у енергетској заједници.
Године 2017. производња електричне енергије порасла је за 6,1% и достигла 7,8 милијарди KWh.

### Индустријски сектор
Године 2017. индустријска производња се повећавала за 12,6% годишње достижући 1661 милијарду AMD.
Индустријска производња била је релативно позитивна током 2010, са просечним међугодишњим растом од 10,9 процената у периоду од јануара до септембра 2010, углавном због рударског сектора где је већа глобална потражња за робама довела до виших цена. Према националној статистичкој служби, током периода јануар—август 2007, индустријски сектор Јерменије био је појединачно највећи допринос БДП-у земље, али је и даље у великој мери стагнирао, док је индустријска производња расла само за 1,7 процената годишње. Године 2005. индустријска производња Јерменије (укључујући електричну енергију) чинила је око 30 процената БДП-а.

### Сектор услуга
Током 2000-их, заједно са грађевинским сектором, сектор услуга је био покретач недавне високе стопе економског раста Јерменије.

#### Трговина на мало
Године 2010. промет малопродаје био је углавном непромењен у поређењу са прошлом годином. Постојећи монополи у малопродајном сектору допринели су непромењености без обзира на кризу и резултирали готово нултим растом. Последице кризе почеле су да мењају структуру у малопродајном сектору у корист прехрамбених производа.
Године 2019. побољшан је животни стандард и повећани су приходи, што је довело до побољшања малопродајног сектора који има највиши ниво запослености. Иако се сектор побољшава, тренутно је главни сектор још увек у Јеревану, а не у осталим градовима Јерменије. Развој који се догодио у овом сектору било је отварање Dalma Garden Mall, а касније и Јераван и Rio mall, што је знатно повећало квалитет малопродаје у Јеревану. Тренутно постоји нови развој, јер се у Гјумрију отворио нови тржни центар Shirak Mall. Други разлог за развој становништва је развој у банкарској индустрији. Данас људи могу лако добити финансијску помоћ од банака на своје кредитне картице, без посете банци.

#### Информационе и комуникационе технологије
Од фебруара 2019. у ICT сектору пребројано је готово 23 хиљаде запослених. Са 404 хиљаде AMD имали су највећу стопу зараде међу анкетираним секторима привреде. Просечне плате у IT сектору (искључујући подсектор комуникација) износиле су 582 хиљаде AMD.

#### Финансијске услуге
Јануара 2019. регистровано је 20,5 хиљада запослених у финансијском сектору.
Према Moody, снажни економски раст је користио банкама с растом БДП-а на око 4,5% 2019—20.
| Сегменти финансијских услуга                          | 2017                | 2016               |
| ----------------------------------------------------- | ------------------- | ------------------ |
| Банкарски систем                                      |                     |                    |
| Нето добит                                            | 39,7 милијарди АМД  | 31,7 милијарди АМД |
| Поврат на имовину                                     | 1,0%                | 0,9%               |
| Поврат на капитал                                     | 6,0%                | 5,8%               |
| Стопа раста активе                                    | 9,2%                |                    |
| Укупна стопа раста капитала                           | 4,9%                |                    |
| Стопа раста пасиве                                    | 10,1%               |                    |
| Кредити пружени стопама раста предузећа               | 8,5%                |                    |
| Општи нормативни показатељ ликвидности (најмање 15%)  | 32,1%               |                    |
| Текући нормативни показатељ ликвидности (минимум 60%) | 141,7%              |                    |
| Кредитне организације                                 |                     |                    |
| Стопа раста активе                                    | 21,1%               |                    |
| Укупна стопа раста капитала                           | 41,4%               |                    |
| Стопа раста пасиве                                    | 3,5%                |                    |
| Систем осигурања                                      |                     |                    |
| Стопа раста активе                                    | 6,1%                |                    |
| Укупна стопа раста капитала                           | -11%                |                    |
| Стопа раста пасиве                                    | 11,2%               |                    |
| Инвестиционе компаније                                |                     |                    |
| Стопа раста активе                                    | 54,8%               |                    |
| Укупна стопа раста капитала                           | 51,9%               |                    |
| Стопа раста пасиве                                    | 55,3%               |                    |
| Обавезни пензијски фондови                            |                     |                    |
| Стопа раста нето активе                               | 67,0%               |                    |
| Нето актива                                           | 105,6 милијарди АМД |                    |

Извештај о банкарском сектору који је припремио AmRating представља незнатно различите податке за неке од горе наведених података.

#### Туризам
Туризам је кључни сектор за привреду од 1990-их када је број туриста сваке године премашио пола милиона (углавном етничких Јермена из дијаспоре). Министарство привреде извештава да већина међународних туриста долази из Русије, држава Европске уније, Сједињених Америчких Држава и Ирана. Иако релативно мале величине, Јерменија има четири светске баштине под заштитом Унескоа.
Упркос постојећим проблемима, број туриста се непрестано повећава. Године 2018. је забележен рекорд преко 1,6 милиона туриста.
Године 2018. приходи од међународног туризма износили су 1,2 милијарде долара, готово двоструко више у односу на 2010. Када је реч о становнику, износили су 413 долара, испред Турске и Азербејџана, али иза Грузије.
Године 2019. највећи раст од 27,2% забележио је сектор смештаја и угоститељства, који је настао као резултат раста туристичких токова.

## Финансијски систем

### Спољни дуг
Године 2019. влада је планирала да прибави око 490 милиона долара нових кредита, чиме се јавни дуг повећава на око 7,5 милијарди долара, од чега би 6,9 милијарди долара био владин дуг.
Након достизања 60,0% БДП-а, јавни дуг се смањио за приближно три процентна 2018. у поређењу са годином раније и износио је 55,7 процената на крају 2018.
На крају 2019. јавни дуг власе износио је 6,94 милијарде долара, што чини 50,3% њеног БДП-а.
Државни дуг је у марту 2019. износио 5488 милиона долара, односно 86,5 милиона долара (око 2%) мање него пре годину дана.
Други извори наводе да је дуг Јерменије у септембру 2018. износио 10,8 милијарди долара, укључујући и не-јавни дуг.
Године 2018. однос дуга према БДП-у износио је 55,7%, у односу на 58,7% 2017.
Јерменија је ревидирала фискална правила земље 2018. постављајући дозвољени праг за јавни дуг у износу од 40, 50 и 60% БДП-а. Истовремено је утврђено да у случају попут природних катастрофа и ратова, влади ће бити дозвољено да пређе овај праг.
Године 2016. дуг је порастао за 863,5 милиона долара, а следеће године за додатних 832,5 милиона. Укупно је износио 1,9 милијарди пре глобалне финансијске кризе 2008—2009. (13,5% БДП-а) која је земљу увела у тешку рецесију.

### Курс националне валуте
Национални завод за статистику објављује званичне референтне курсеве за сваку годину.

### Инфлација
Године 2019. Међународни монетарни фонд је предвидео инфлацију од 1,7%, што је испод свих суседних земаља.
Јерменска влада је предвидела инфлацију од 2,7% 2019.

### Готовинске дознаке
Новчане пошиљке, углавном у Русији и Сједињеним Америчким Државама, значајно доприносе бруто домаћем производу Јерменије који су 2018. чиниле 14% БДП-а. Они помажу Јерменији да одржи двоцифрени економски раст и финансира масовни трговински дефицит.
Године 2008. трансфери су достигли 2,3 милијарде долара. Године 2015. достигли су најнижи ниво од десет година, на 1,6 милијарди долара. Године 2018. имали су око 1,8 милијарди долара. У првој половини 2019. пребачено је 0,8 милијарди долара. Према Централној банци Јерменије њихов утицај на привреду се смањује, јер БДП расте.
Нето приватни трансфери смањили су се 2009, али су континуирано расли током првих шест месеци 2010. Приватни трансфери из дијаспоре нису резултирали значајним повећањем продуктивности.
Према подацима Централне банке Јерменије, током прве половине 2008. готовинске дознаке су порасле за 57,5 одсто и износе 668,6 милиона америчких долара, што је еквивалентно 15% бруто домаћег производа у првој половини земље. Међутим, последње цифре представљају само готовинске дознаке обрађене преко јерменских комерцијалних банака. Према Радију Слободна Европа, верује се да се упоредиве суме преносе кроз небанкарске системе, што имплицира да готовинске дознаке чине приближно 30 процената БДП-а Јерменије у првој половини 2008.
Године 2007. готовинске дознаке путем банковних трансфера порасле су за 37 процената на рекордно висок ниво од 1,32 милијарде америчких долара. Према Централној банци Јерменије, 2005. новчане дознаке становништва који су радили у иностранству достигли су рекордно висок ниво од милијарду долара, што је више од једне петине БДП-а земље 2005.

### Банкарство
Централна банка је поставила додатне резерве капитала. Од априла 2019. регулатор је одредио три бафера која премашују тренутни захтев за адекватношћу капитала у складу са прописом Базелом III: бафер за очување капитала, за капитал и за системски ризик. Потпуна примена бафера током наредних неколико година ојачаће отпор финансијског сектора према економским шоковима и помоћи у повећању ефикасности макробонитетних политика.
Позајмице јерменских банака порасле су за 10 процената 2019.

## Државни приходи и опорезивање

### Државни приходи
У августу 2019. Moody's Investors Service повећао је Јерменију на рејтинг Ba3 са стабилним изгледима.
Према Националној статистичкој служби, државни дуг Јерменије износио је 3,1 билиона AMD (око 6,4 милијарде долара, укључујући 5,1 милијарду долара спољног дуга) закључно са 30. новембром 2017. Однос дуга Јерменије и БДП-а опада за 1% 2018, према министру финансија.
У спољном дугу Јерменије (5,5 милијарди долара од 1. јануара 2018) доминирају заостали дугови по вишестранским кредитним програмима — 66,2% или 3,6 милијарди долара, затим дуг по билатералним кредитним програмима — 17,5% или 958,9 милиона долара и инвестиције нерезидената у јерменским евро обвезницама — 15,4% или 844,9 милиона долара.

### Опорезивање

#### Порез на доходак запослених
Од 1. јануара 2020. Јерменија је прешла на паушални систем опорезивања дохотка са 23%. До 2023. године планирана стопа опорезивања је смањење са 23% на 20%.

#### Порез на добит предузећа
Реформа усвојена у јуну 2019. имала је за циљ јачање економске активности и повећање усклађености са порезима. Између осталих мера, порез на добит предузећа смањен је за два процентна на 18,0%, а порез на дивиденде за нерезидентне организације преполовљен је на 5,0 процента.

#### Посебно опорезивање за мала предузећа
Од 1. јануара 2020. република је напустила два алтернативна пореска система: самозапослена и породична предузећа. Замењује их микро предузетништво са неопорезивим прагом до 24 милиона драма. Привредни субјекти који обављају специјализоване активности, посебно рачуноводство, заступање и саветовање, не сматрају се микро-пословним субјектима. Микро предузећа су ослобођена свих врста пореза, осим пореза на доходак, који износи пет хиљада драма по запосленом.

#### Порез на додату вредност
Преко половине пореских прихода у периоду јануар—август 2008. остварено је од пореза на додату вредност 20%. Поређења ради, порез на добит правио је мање од 16 процената прихода. То сугерише да се наплата пореза у Јерменији побољшава на штету обичних грађана, а не богатих (који су били главни корисници двоцифреног економског раста Јерменије последњих година).

## Спољна трговина, директне инвестиције и помоћ

### Спољна трговина

#### Извоз
Према Националном статистичком комитету, извоз је 2018. износио 2411,9 милијарди долара, за 7,8% у односу на претходну годину.
Међународни монетарни фонд очекује да ће извоз расти по стопи од 5—8% годишње у периоду 2019—2024.
Структура извоза робе се знатно променила 2018. јер се извоз традиционалног рударског сектора смањио, док се повећао удео текстила, пољопривреде и племенитих метала.
Географски положај земље и релативно ниски трошкови електричне енергије компаративне су предности које подржавају јачање производње текстилних и кожних производа у Јерменији. Близина Европе у поређењу са произвођачима у источној Азији ствара прилику за јачање положаја Јерменије као уговорне производне дестинације за европске брендове. Стране компаније које наручују јерменске углавном су познате европске марке, посебно из Италије (La Perla, SARTIS, VERSACE итд) и Немачке (LEBEK International Fashion, KUBLER Bekliedungswerk). Уласком Јерменије у евроазијску економску комисију, прилика да повећа своје присуство производњом текстила и коже подигла се и у земљама евроазијске економске комисије јер се царине не примењују на јерменске производе на извозним тржиштима у оквиру царинске уније.
Према студији аутори су истраживали трговински потенцијал Јерменије за различите групе производа применом гравитационог модела трговинског приступа. Студија је истраживала трговинске токове Јерменије у 139 земаља за период од 2003. до 2007. Према резултатима рада, аутори су закључили да је Јерменија премашила свој извозни потенцијал готово са свим заједницама независних држава. Поред тога, аутори су закључили да су најперспективније групе производа јерменског извоза обично индустријски производи, храна и пиће и потрошачка роба. С друге стране, рад The effects of exchange rate volatility on exports: evidence from Armenia анализира ефекат јерменског режима и колебљивости девизног курса на јерменски извоз у Русију. Према документу, колебљивост девизног курса има дугорочне и краткорочне негативне ефекте на извоз. Штавише, аутори су навели да је висок ризик девизног курса резултирао смањењем извоза у Русију.
Према најновијим прорачунима ArmStat (јануар—фебруар 2019. у односу на јануар—фебруар 2018), највећи раст извозних количина измерен је према Туркменистану 23,6 пута (са 37 хиљада на 912 хиљада долара), Естонији 15 пута (са 8,4 на 136,5 хиљада долара) и Канади 11,5 пута (са 623.000 на 7,8 милиона долара). У међувремену је опао извоз за Русију, Немачку, САД и Уједињене Арапске Емирате.

#### Увоз
Године 2017. Јерменија је увезла 3,96 милијарди долара, што је чини 133. највећим увозником на свету. Током последњих пет година увоз Јерменије смањио се годишњом стопом од -1,2%, са 3,82 милијарде долара 2012. на 3,96 милијарди 2017. Најновији увоз предводи нафтни гас који представља 8,21% укупног увоза, а следи рафинисани нафта који чини 5,46%. Главни увоз Јерменије су нафта, природни гас, житарице, производи од гуме, плута, дрво и електричне машине. Главни увозни партнери Јерменије су Русија, Кина, Украјина, Иран, Немачка, Италија, Турска, Француска и Јапан.
Увоз је 2017. износио 4183 милијарде долара, што је за 27,8% више у односу на 2016.
Међународни монетарни фонд најавио је раст извоза по стопи од 4—5% годишње у периоду 2019—2024.
Глобална економска криза имала је мањи утицај на увоз, јер је сектор разноликији од извоза. У првих девет месеци 2010. увоз је порастао за око 19 процената, отприлике једнак паду истог сектора 2009.

#### Дефицит
Према подацима националне статистичке службе, спољнотрговински дефицит је 2017. износио 1,94 милијарде америчких долара.
Дефицит текућег рачуна представљао је 2,4 процента БДП-а 2017. и повећао се на 8,1 процента БДП-а током прва три квартала следеће године, што је резултат повећања извоза робе од око 8% и номиналног повећања увоза робе од 21% у поређењу са 2018.

### Партнери

#### Европска унија
Године 2017. државе Европске уније чиниле су 24,3 процента спољне трговине Јерменије, при чему је извоз у земље Европске уније порастао за 32,2% на 633 милиона долара.
Године 2010. државе Европске уније чиниле су 32,1 процента спољне трговине. Немачка је највећи трговински партнер Јерменије међу земљама чланицама Европске уније, чинећи 7,2 процента трговине; што је углавном због извоза рудника. Јерменски извоз у земље Европске уније нагло је порастао за 65,9 одсто, што чини више од половине целокупног извоза од јануара до септембра. Увоз из земаља Европске уније порастао је за 17,1 одсто, што чини 22,5 процента укупног увоза.
Током јануара—фебруара 2007. трговина Јерменије са Европском унијом износила је 200 милиона долара. Током првих једанаест месеци 2006. Европска унија је остала највећи трговински партнер Јерменије, чинећи 34,4 процента њене комерцијалне размене од 2,85 милијарди долара током 11-месечног периода.

#### Русија и бивше совјетске републике
У првом кварталу 2019. опао је удео Русије у спољнотрговинском промету на 11% са 29% у претходној години.
Године 2017. земље чиниле су 30 процената спољне трговине Јерменије. Извоз у земље порастао је за 40,3% на 579,5 милиона долара.
Билатерална трговина са Русијом износила је више од 700 милиона америчких долара за првих девет месеци 2010. — на путу је да се опорави до границе од милијарду долара која је први пут достигнута 2008. пре светске економске кризе.
Током јануара—фебруара 2007. трговина Јерменије са Русијом и другим бившим постсовјетским државама износила је 205,6 милиона долара (двоструко више у односу на исти период претходне године), чинећи их трговинским партнером број један у земљи. Током првих једанаест месеци 2006. обим трговине Јерменије са Русијом износио је 376,8 милиона долара или 13,2 процента укупне трговинске размене.

#### Кина
Године 2017. трговина са Кином порасла је за 33,3 процента.
Почетком 2011. трговином са Кином доминира увоз кинеске робе и чини око десет процената спољне трговине Јерменије. Обим кинеско-јерменске трговине попео се за 55 процената на 390 милиона долара у јануару—новембру 2010. Јерменски извоз у Кину, иако у апсолутном износу још увек скроман, у том периоду се скоро удвостручио.

#### Иран
Трговина Јерменије са Ираном значајно је порасла од 2015. до 2020. године. Пошто су владе Турске и Азербејџана затвориле копнене границе Јерменије на истоку и западу, Иран су сматрале за кључног економског партнера. Године 2020. трговина између земаља премашила је 300 милиона долара. Број иранских туриста порастао је последњих година, са процењених 80.000 2010. Јануара 2021. ирански министар финансија Фарад Дејпасанд рекао је да би трговина између две земље могла достићи милијарду долара годишње, будући да Иран жели да постане регионална економска сила.

#### Сједињене Америчке Државе
Од јануара до септембра 2010. билатерална трговина са Сједињеним Америчким Државама износила је приближно 150 милиона америчких долара, на путу за око 30 одсто више у односу на 2009. Повећање извоза Јерменије у САД 2009. и 2010. било је резултат испорука алуминијумске фолије.
Током првих једанаест месеци 2006. америчко-јерменска трговина износила је 152,6 милиона долара.

#### Грузија
Према званичним јерменским статистикама, грузијско-јерменска трговина је порасла за 11 процената на 91,6 милиона долара у јануару—новембру 2010. Бројка је била еквивалентна нешто више од два процента укупне спољне трговине Јерменије.

#### Турска
Године 2010. обим билатералне трговине са Турском износио је око 200 милиона долара, при чему се трговина одвијала на целој територији Грузије. Очекује се да се ова цифра неће знатно повећати све док копнена граница између Јерменије и Турске остаје затворена.

### Стране директне инвестиције

#### Годишње цифре СДИ
Упркос снажном економском расту, стране директне инвестиције (СДИ) у Јерменији и даље су ниске од 2018.
У јануару—септембру 2019. нето прилив директних страних инвестиција у реални сектор јерменске привреде износио је око 267 милиона долара.
| Године            | Јерменија | Грузија | Југоисточна Европа | Свет  |
| ----------------- | --------- | ------- | ------------------ | ----- |
| Просек 2005—2007. | 20,0%     |         |                    |       |
| 2016.             | 17,6%     | 35,9%   | 15,8%              | 10,2% |
| 2017.             | 11,4%     | 42,3%   | 9,6%               | 7,5%  |
| 2018.             | 9,5%      | 25,3%   | 6,4%               | 6,0%  |

Џерзи је био главни извор СДИ 2017. Штавише, комбиновани нето СДИ из свих осталих извора био је негативан, што указује на одлив капитала. Лидијан се обавезао да ће уложити укупно 370 милиона долара у рудник злата Амулсар.
| Држава (са нето протоком СДИ преко 1 милијарду AMD) | Нето проток СДИ 2017. у милијардама AMD | Нето проток СДИ 2018. у милијардама AMD |
| --------------------------------------------------- | --------------------------------------- | --------------------------------------- |
| Џерси                                               | 108                                     | 20.6                                    |
| Немачка                                             | 14                                      | 14.3                                    |
| Холандија                                           | 3                                       | 0.4                                     |
| Аргентина                                           | 3                                       | 1.72                                    |
| Велика Британија                                    | 2                                       | 1.31                                    |
| Мађарска                                            | 2                                       | 0                                       |
| Ирска                                               | 0.6                                     | 0.6                                     |
| Кипар                                               | -1                                      | 1.76                                    |
| Француска                                           | -6                                      | -2                                      |
| Либан                                               | -7                                      | 3.4                                     |
| Русија                                              | -12                                     | 11.7                                    |
| Луксембург                                          | -22                                     | -1                                      |
| Италија                                             | -0,68                                   | -0,5                                    |
| САД                                                 | 0.5                                     | 1.78                                    |

Негативне вредности указују на улагања корпорација у страну земљу која премашују улагања те земље.

#### СДИ из залиха
Однос СДИ и БДП-а непрекидно је растао током 2014—2016. и достигао је 44,1% 2016, надмашујући просечне цифре за земље заједница независних држава, транзиционе привреде и свет.
| Године | Милион долара | Удео у БДП-у |
| ------ | ------------- | ------------ |
| 2015.  | 4338          |              |
| 2016.  | 4635          | 43,9%        |
| 2017.  | 4752          | 41,2%        |
| 2018.  | 5511          | 44,4%        |

До краја 2017. нето СДИ (1988—2017) достигле су 1824 милијарде AMD, док је бруто проток за исти период достигао 3869 милијарди AMD.
| Земље са највећим позицијама | Нето СДИ на залихама до краја 2017. у милијардама AMD |
| ---------------------------- | ----------------------------------------------------- |
| Русија                       | 773                                                   |
| Џерси                        | 159                                                   |
| Аргентина                    | 112                                                   |
| Француска                    | 83                                                    |
| Либан                        | 77                                                    |
| Кипар                        | 77                                                    |
| САД                          | 73                                                    |
| Немачка                      | 73                                                    |
| Велика Британија             | 53                                                    |
| Холандија                    | 50                                                    |
| Уједињени Арапски Емирати    | 29                                                    |
| Луксембург                   | 24                                                    |
| Италија                      | 14                                                    |
| Швајцарска                   | 10                                                    |

Од фебруара 2019. европска инвестициона банка уложила је око 380 милиона евра у различите пројекте који се спроводе у Јерменији.

#### СДИ у оснивачки капитал финансијских институција
Током процеса консолидације сектора 2014—2017. удео страног капитала у одобреном капиталу јерменских комерцијалних банака смањио се са 74,6% на 61,8%.
Нето СДИ у оснивачки капитал финансијских институција акумулиран до краја септембра 2017. представљен је у кружном графикону доле.

### Страна помоћ

#### Сједињене Америчке Државе
Јерменска влада прима страну помоћ од владе Сједињених Америчких Држава путем агенције САД за међународни развој и Millennium Challenge Corporation.
Millennium Challenge Corporation 27. марта 2006. потписала је петогодишњи уговор вредан 235,65 милиона долара са владом Јерменије. Једини наведени циљ јерменског договора је смањење руралног сиромаштва кроз одрживо повећање економских перформанси пољопривредног сектора. Компакт укључује 67 милиона долара за рехабилитацију до 943 km сеоских путева, више од трећине предложене мреже путева за спасавање. Компакт такође укључује пројекат вредан 146 милиона долара за повећање продуктивности приближно 250.000 пољопривредних домаћинстава кроз побољшано снабдевање водом, веће приносе, усеве веће вредности и конкурентнији пољопривредни сектор.
Године 2010. обим америчке помоћи Јерменији остао је непромењен у односу на прошлу годину; међутим, дугорочнији пад се наставио. Првобитна обавеза Millennium Challenge Account за 235 милиона долара смањена је на око 175 милиона долара због лошег управљања Јерменијом. Дакле, MCC не би довршио изградњу путева.
Условљена политичким догађајима у Јерменији од априла 2018. америчка агенција за међународни развој потписала је 8. маја 2019. продужетак америчко-јерменског билатералног споразума у области управљања и јавне управе. Потписивањем другог документа истог дана, агенција САД за међународни развој је повећала помоћ за додатних 7,5 милиона америчких долара као подршку конкурентнијем и различитим приватним секторима у Јерменији. Финансијска издвајања усмерена на финансирање пројекта који финансира агенција у инфраструктури, пољопривреди, туризму․ Након потписивања нових билатералних споразума, укупан износ америчких грантова за Јерменију износио је око 81 милион америчких долара.

#### Европска унија
Према споразуму потписаном 2020. Европска унија је Јерменији обезбедила 65 милиона евра за спровођење три програма у областима као што су енергетска ефикасност, животна средина и развој заједнице и формирање алата за примену свеобухватног и унапређеног споразума о партнерству.
Са смањењем финансирања MCC-а, Европска унија може први пут од независности заменити САД као главни извор девизне помоћи Јерменије. Од 2011. до 2013. године Европска унија је доделила најмање 157,3 милиона евра Јерменији.

## Домаће пословно окружење
Од преласка власти на ново руководство 2018. јерменска влада ради на побољшању домаћег пословног окружења. Од бројних раније привилегованих предузећа сада се тражи да плаћају порез и званично региструју све раднике, због чега је у јануару 2019. било регистровано 9,7% више запослених на платном списку у односу на прошлу годину.
У априлу 2019. јерменски парламент одобрио је реформе управљања акционарским друштвима, ефективно блокирајући удео мањинских акционара од 25% ради суочавања са угњетавањем акционара.
Економски саветници су упозорили руководство Јерменије на консолидацију економске моћи у рукама неколицине, у јануару 2001. године, влада Јерменије основала је државну комисију за заштиту економске конкуренције. Влада не може отпустити чланове.

### Олакшавање спољне трговине
У јуну 2011. Јерменија је усвојила закон о слободним економским зонама и крајем 2011. развила неколико кључних прописа за привлачење страних инвестиција: изузећа од ПДВ-а (порез на додату вредност), пореза на добит, царине и имовински порез.
Alliance отворен је у августу 2013. и тренутно има девет предузећа која користе своје погодности. Фокус је на високотехнолошким индустријама које укључују информационе и комуникационе технологије, електронику, фармацеутске производе и биотехнологију, архитектуру и инжењеринг, индустријски дизајн и алтернативну енергију. Године 2014. влада је проширила операције на индустријску производњу све док се у Јерменији већ не одвија слична производња.
Године 2015. у Јеревану је отворен још један Meridian, фокусиран на производњу накита, израду сатова и резање дијаманата, у којем је пословало шест предузећа. Инвестиционе програме за ове компаније и даље мора одобрити влада.
Јерменска влада одобрила је програм изградње слободне економске зоне на граници са Ираном.

### Спорна питања

#### Монополи
Главни монополи у Јерменији укључују:
1. Увоз и дистрибуција земног гаса, чији је власник Гаспром Јерменија, раније назван ArmRosGazprom (под контролом руског монопола Гаспром)[116]
2. Јерменска железница Јужног Кавказа, у власништву руских железница[113]
3. Пренос и дистрибуција електричне енергије
4. Дистрибуција новина[115]

Бивши запажени монополи у Јерменији:
1. Бежична (мобилна) телефонија, коју је Арментел држао до 2004.[114]
2. Приступ Интернету, који је Арментел држао до септембра 2006.[117]
3. Фиксна телефонија, коју је Арментел држао до августа 2007.[118]

Претпостављени (незванични) монополи до сомотске револуције 2018. године:
1. Увоз и дистрибуција нафте (за коју јерменске опозиционе странке тврде да припада неколицини појединаца повезаних са владом,[119] од којих је један Mika Limited[120] док је други Flash)[121]
2. Ваздушни петролеј (снабдевање међународног аеродрома Звартноц), у власништву компаније Mika Limited[122]
3. Разне основне прехрамбене намирнице попут пиринча, шећера, пшенице, уља за јело и путера[123][124] (увоз пшенице, шећера, брашна, маслаца и уља за јело).[125][126]

Према једном аналитичару, економски систем Јерменије 2008. био је неконкурентан због тога што је структура привреде била врста монопола или олигопола. Цене не падају чак и ако падну на међународном тржишту или су прилично закаснеле и нису у односу на величину међународног тржишта.
Према процени бившег премијера Хранта Багратјана из 2008. 55 посто БДП Јерменије контролишу 44 породице.
Почетком 2008. државна комисија за заштиту економске конкуренције именовала је 60 компанија са доминантним положајем у Јерменији.
У октобру 2009. приликом посете Јеревану, генерални директор Светске банке Нгози Окоњо-Ивеала упозорио је да Јерменија неће достићи виши ниво развоја уколико њено руководство не промени олигополистичку структуру националне привреде и ојача правило закона и показује нулту толеранцију према корупцији. На конференцији за новинаре у Јеревану је изјавио: „Јерменија је земља са нижим средњим приходима. Ако жели да постане земља са високим или вишим средњим дохотком, то не може учинити са овом врстом економске структуре.” Такође је позвала на опсежну реформу пореске и царинске управе, стварање јаког и независног правосудног система, као и на оштру борбу против владине корупције. Упозорење је поновио међународни монетарни фонд.

#### Преузимање јерменске индустријске својине од стране руске државе и руских компанија
Од 2000. Русија је стекла неколико кључних средстава у енергетском сектору и индустријским погонима из совјетске ере. Замене имовине или капитала за дуг (стицање власништва једноставним отписом дугова јерменске владе према Русији) обично су метод стицања имовине. Неуспех тржишних реформи, привреде засноване на клановима и званичне корупције у Јерменији омогућили су успех овог процеса.
У августу 2002. јерменска влада продала је 80 одсто удела у јерменској електроенергетској мрежи Midland Exploration, британској регистрованој фирми за коју се наводи да има блиске руске везе.
У септембру 2002. јерменска влада предала је највећу јерменску фабрику цемента руском извознику плина ITERA у знак наплате за 10 милиона долара дуга за прошле испоруке гаса.
Јерменија је пребацила контролу над пет државних предузећа на Русију 5. новембра 2002. у трансакцији имовине за дугове којом је измирено 100 милиона америчких државних дугова Јерменије Русији. Документ су потписали премијер Михаил Касјанов и министар индустрије Иља Клебанов за Русију, док су премијер Андраник Маргарјан и секретар народног савета безбедности Серж Саргсјан потписали за Јерменију. Пет предузећа која су прешла у 100% руско државно власништво су:
- Највећа јерменска термоелектрана на гас која се налази у граду Храздан
- Mars — погон за електронику и роботику у Јеревану, водећи брод совјетске ере за цивилну и војну производњу
- Три предузећа за истраживање и производњу — за математичке машине, за проучавање материјала и за аутоматизовану контролну опрему — војно-индустријска постројења из совјетске ере

Јануара 2003. јерменска влада и Русал су потписали уговор о инвестиционој сарадњи, према којем је Русал (која је већ имала 76% удела) стекла преосталих 26% удела јерменске владе у млину алуминијумске фолије, дајући Русалу 100% власништво Русала Јерменије.
Јерменска влада је 1. новембра 2006. предала фактичку контролу над гасоводом Иран-Јерменија руској компанији Гаспром и повећала удео у руско-јерменској компанији ArmRosGazprom са 45% на 58% одобравањем додатне емисије акција у вредности од 119 долара милион. Ово је јерменској влади оставило 32% удела у ArmRosGazprom. Трансакција ће такође помоћи у финансирању куповине ArmRosGazprom петог блока електричне енергије у Храздану, водеће јединице у земљи.
У октобру 2008. руска банка Газпромбанк, банкарска подружница Гаспрома, стекла је 100 посто јерменске банке Areximbank након што је претходно купила 80 посто поменуте банке у новембру 2007. и 94,15 посто у јулу исте године.
У децембру 2017. влада је пребацила дистрибутивне мреже природног гаса у градовима Мегри и Агарак на Гаспром Јерменија за бесплатно коришћење. Изградња ових средстава финансирана је страном помоћи и износила је око 1,3 милијарде AMD.

#### Нетранспарентни послови
Критичари владе Роберта Кочарјана (на функцији до 2008) кажу да јерменска администрација никада није разматрала алтернативне начине измирења руских дугова. Према економисти Едуарду Агајанову, Јерменија им је могла отплаћивати зајмове са ниским каматама из других, вероватно западних извора, или неким од својих резерви девиза које су тада износиле око 450 милиона долара. Указује и на неуспех јерменске владе да елиминише широко распрострањену корупцију и лоше управљање у енергетском сектору — злоупотребе које Јерменију годишње коштају најмање 50 милиона долара, према једној процени.
Политички посматрачи кажу да је економска сарадња Јерменије са Русијом била једно од најмање транспарентних подручја рада јерменске владе. О аранжманима дуга преговарао је лично (тада) министар одбране (а касније и председник) Серж Саргсјан, у почетку најближи Кочарјанов политички сарадник. Остали највиши владини званичници, укључујући бившег премијера Андраника Маргарјана, имали су мало речи по том питању. Сви контроверзни споразуми објављени су након честих Саргсјанових путовања у Москву, без претходне јавне расправе.
Иако Јерменија није једина бивша совјетска држава која је током протеклих деценија настала са вишемилионским дуговима према Русији, једина је држава која се до сада Русији одрекла толико великог дела своје економске инфраструктуре. На пример, прозападна Украјина и Грузија (обе које дугују Русији више од Јерменије) успеле су да одложе отплату својих дугова.

## Транспортне руте и енергетске линије

### Интерна
Од почетка 2008. целокупном железничком мрежом Јерменије управља руска државна железница под брендом јужне кавкаске железнице.

### Кроз Грузију
Руски природни гас стиже до Јерменије цевоводом кроз Грузију.
Једина оперативна железничка веза до Јерменије је из Грузије. Током совјетских времена, железничка мрежа Јерменије повезивала се са Русијом преко Грузије преко Абхазија дуж Црног мора. Међутим, железничка веза између Абхазије и других грузијских региона била је затворена већ низ година, што је приморало Јерменију да прима вагоне натоварене теретом само путем релативно скупих железничких трајектних услуга које саобраћају између грузијских и других црноморских лука.
Грузијске црноморске луке Батуми и Поти обрађују више од 90 посто терета пребаченог у и из Јерменије без излаза на море. Грузијска железница која пролази кроз Гори у централној Грузији главна је саобраћајна веза између Јерменије и поменутих грузијских морских лука. Гориво, пшеница и друге основне робе у Јерменију се превозе железницом.
Главни железнички и друмски гранични прелаз Јерменије са Грузијом (на 41° 13′ 41.97″ N 44° 50′ 9.12″ E / 41.2283250° С; 44.8358667° И ) налази се на реци Дебед у близини јерменског града Баграташен и грузијског града Садакхло.
Гранични прелаз Горњи Ларс, између Грузије и Русије преко Кавкаских планина, служи као једини копнени пут Јерменије до бившег Совјетског Савеза и Европе. Руске власти су га контроверзно затвориле у јуну 2006. године, у јеку руско-грузијског шпијунског скандала. Горњи Ларс је једини копнени гранични прелаз који не пролази кроз отцепљене регионе Грузије, Јужну Осетију и Абхазију, које подржава Русија. Преостала два пута која повезују Грузију и Русију пролазе кроз Јужну Осетију и Абхазију, што им заправо онемогућава међународни саобраћај.

### Кроз Иран
Завршен је нови гасовод до Ирана, а пут до Ирана кроз јужни град Мегри омогућава трговину са том земљом. У фази планирања је и нафтовод за пумпање иранских нафтних производа.
Од октобра 2008. године, јерменска влада разматрала је примену амбициозног пројекта за изградњу железничке пруге до Ирана. Пруга од 400 km пролазила би кроз планинску јужну провинцију Сјуник, која се граничи са Ираном. Економски аналитичари кажу да би пројекат коштао најмање милијарду долара (што је приближно 40 одсто државног буџета Јерменије за 2008. годину). Од 2010. пројекат се непрекидно одлаже, а процењено је да ће железничка веза коштати чак 4 милијарде долара и бити дугачка 313 km (194 mi). У јуну 2010. године, министар саобраћаја Манук Вартанијан открио је да Јереван тражи чак милијарду долара кредита од Кине за финансирање изградње железнице.

### Преко Турске и Азербејџана
Затварање границе од стране Турске пресекло је железничку везу Јерменије између Гјумрија и Карса према Турској; железничка веза са Ираном кроз Нахичеван; и цевовод за природни гас и нафту са Азербејџаном. Такође не функционишу путеви са Турском и Азербејџаном. Упркос економској блокади Турске над Јерменијом, свакодневно десетине турских камиона оптерећених робом улазе у Јерменију кроз Грузију.
Године 2010. је потврђено да ће Турска задржати границу затворену у догледно време након колапса процеса нормализације Турске и Јерменије.

## Тржиште рада

### Радно занимање
Према статистичком ажурирању индекса хуманог развоја 2018. у поређењу са суседним земљама, Јерменија је имала највећи удео запослених у услугама (49,7% свих запослених) и најмањи удео запослених у пољопривреди (34,4% свих запослених).

### Синдикација
Године 2018. око 30% најамних радника било је организовано у синдикате. Истовремено је стопа удруживања опадала по просечној стопи од 1% од 1993.

### Месечне плате
Према прелиминарним подацима статистичког комитета Јерменије, месечне зараде у фебруару 2019. биле су у просеку 172 хиљаде AMD.
Процењује се да зараде расту на 0,8% за сваку следећу годину, а способност решавања проблема и учења нових вештина доноси премију на зараду од скоро 20 процената.

### Незапосленост
Према премијеру Николу Пашињану у јануару 2019. забележено је 562.043 радних места на платном списку, у односу на 511.902 у јануару 2018, повећање од 9,7%. Публикација статистичког одбора Јерменије, заснована на подацима преузетим од послодаваца и службе за национални доходак, наводи 560.586 платних позиција у јануару 2019. што је пораст од 9,9% у односу на претходну годину. Ово се, међутим, не поклапа са подацима анкете које је објавио статистички комитет Јерменије, према којима је у четвртом кварталу 2018. било запослено 870,1 хиљаде лица према 896,7 хиљада запослених у четвртом кварталу 2017. Неусклађеност је истакао бивши премијер Хрант Багратјан. Током целе 2018. године, истраживање статистичког одбора Јерменије бројило је 915,5 хиљада запослених, што је пораст од 1,4% у односу на претходну годину. У истом периоду стопа незапослености економски активног становништва пала је са 20,8% на 20,4%.
Према подацима Светске банке стопа незапослености 2017. достигла је 18,19% и била је готово непромењена од 2009. У исто време процењује се да је 2019. 60% радника запослено у неформалној привреди.
Истраживање Светске банке такође открива да је стопа запослености падала у годинама 2000—2015. у средњим и ниско квалификованим занимањима, док је она расла у високим.

### Радници мигранти
Од стицања независности 1991. године, стотине хиљада становника Јерменије отишло је у иностранство, углавном у Русију, у потрази за послом. Незапосленост је главни узрок ове масовне радне емиграције. Стручњаци организације за европску безбедност и сарадњу процењују да је између 116.000 и 147.000 људи напустило Јерменију из економских разлога између 2002. и 2004. године, а две трећине њих се вратило до фебруара 2005. Према проценама Националног статистичког истраживања, стопа емиграције радне снаге била је двоструко већа 2001. и 2002.
Према истраживању организације за европску безбедност и сарадњу, типични јерменски мигрантски радник је ожењен мушкарац старости између 41 и 50 година који је посао у иностранству почео да тражи у периоду од 32 до 33 године.

## Заштита природног окружења
У Јерменији су емисије угљен-диоксида 2014. износиле 1,9 тона по становнику, мање него у суседним земљама.
Емисије стакленичких гасова у Јерменији смањиле су се за 62% од 1990. до 2013. године, у просеку -1,3% годишње.
Јерменија ради на решавању својих еколошких проблема. Министарство животне средине је увело систем накнада за загађење којим се наплаћују порези ваздуха и воде и одлагање чврстог отпада.